# Albert Ouédraogo

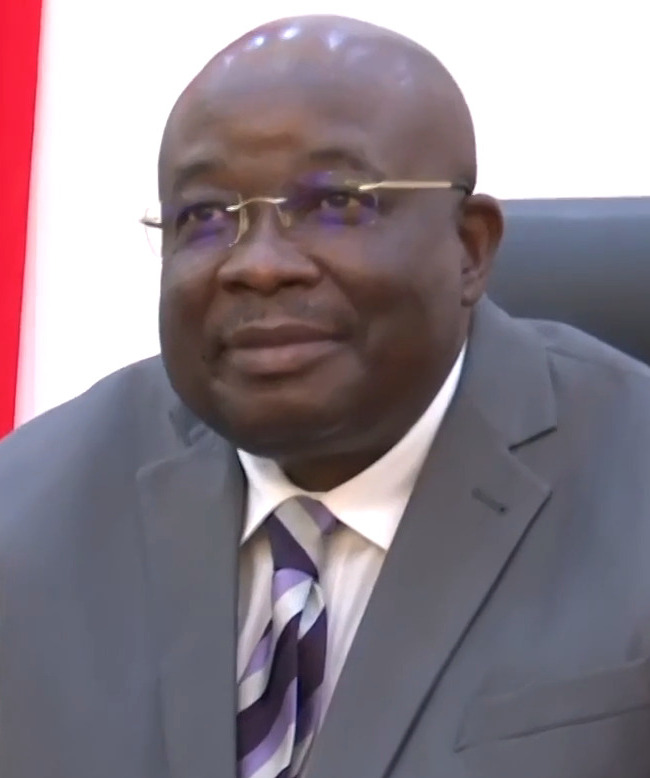
Albert Ouédraogo, 2022

Albert Ouédraogo (* 6. April 1969 in Dori, Provinz Séno) ist ein Politiker aus Burkina Faso. Vom 3. März 2022 bis zum 30. September 2022 war er kommissarischer Premierminister seines Landes.

## Leben
Albert Ouédraogo wuchs in der Region Sahel im Nordosten von Burkina Faso auf. Einen Teil seiner Schulzeit absolvierte er auf der Militärakademie Prytanée militaire de Kadiogo, die dem Verteidigungsministerium untersteht. Nach dem Schulabschluss studierte er Wirtschafts- und Verwaltungswissenschaften an der Universität Ouagadougou. Infolge eines Studentenstreiks, an dem er beteiligt war, soll er zeitweise von der Hochschule ausgeschlossen worden sein. Er promovierte in Verwaltungswissenschaften.
Nach seinem Studium war er als Unternehmensberater tätig und unterrichtete Buchhaltung an der Universität Ouagadougou sowie an privaten Hochschulen. Er leitete mehrere Studien zur Entwicklung des Privatsektors, zur wirtschaftlichen und finanziellen Machbarkeit von Unternehmensgründungen und -organisationen sowie zur Ausarbeitung von Strategieplänen.
Am 3. März 2022 ernannte ihn Oberstleutnant Paul-Henri Sandaogo Damiba, der nach einem Militärputsch für 36 Monate als Interimspräsident von Burkina Faso vereidigt wurde, zum kommissarischen Premierminister des Landes. Damit fiel die Wahl Damibas auf einen Technokraten, der als politisch kaum vernetzt galt und vor seinem Amtsantritt in der Öffentlichkeit wenig bekannt war.
Albert Ouédraogo ist verheiratet und Vater zweier Kinder.